# Гусев, Павел Павлович
Павел Павлович Гусев (род. 1930) — советский российский художник-аниматор, художник-оформитель игровых кукол. Заслуженный работник культуры РСФСР (1987). Автор скульптуры Олимпийского Мишки для Олимпийских игр 1980 года и талисмана «Катюша» для всемирного фестиваля молодежи и студентов в 1985 году.

## Биография
В 1949-1950г. работал во МХАТе, в 1950-1951г. — на ВДНХ. В 1954-1959г. учился в художественном училище прикладного искусства. В 1955-1990 годах работал на киностудии «Союзмультфильм», участвовал в создании более 300 мультфильмов.

## Фильмография

### Художник-мультипликатор
- «Медвежонок на дороге» (1965)

### Куклы и декорации
| - «Али-Баба и сорок разбойников» (1959) - «Влюблённое облако» (1959) - «История Власа — лентяя и лоботряса» (1959) - «Машенька и медведь» (1960) - «Петя-петушок» (1960) - «Про козла» (1960) - «Три зятя» (1960) - «Новичок» (1961) - «Баня» (1962) - «Кто сказал «мяу»?» (1962) - «Хочу быть отважным» (1963) - «Алёшины сказки» (1964) - «Жизнь и страдания Ивана Семёнова» (1964) - «Лягушонок ищет папу» (1964) - «Страна Оркестрия» (1964) - «Вот какие чудеса» (1965) - «Добрыня Никитич» (1965) - «Ни богу ни чёрту» (1965) - «Песня летит по свету» (1965) - «Автомобиль, любовь и горчица» (1966) - «Мой зелёный крокодил» (1966) - «Тимошкина ёлка» (1966) - «Варежка» (1967) - «Легенда о Григе» (1967) - «Ну и рыжик!» (1967) - «Приключения барона Мюнхаузена» (1967) - «Белая шкурка» (1968) - «Клубок» (1968) - «Козлёнок, который считал до десяти» (1968) - «Не в шляпе счастье» (1968) - «Ничто не забыто» (1968) - «Осторожно, щука!» (1968) - «Великие холода» (1969) - «Жадный Кузя» (1969) - «Пластилиновый ёжик» (1969) - «Времена года» (1969) - «Бобры идут по следу» (1970) - «Отважный Робин Гуд» (1970) - «Приключения Огуречика» (1970) - «Лошарик» (1971) - «Заветная мечта» (1972) - «Мама» (1972) - «Мастер из Кламси» (1972) - «Новогодняя сказка» (1972) - «Айболит и Бармалей» (1973) - «Волшебные фонарики» (1973) - «Митя и Микробус» (1973) - «Немухинские музыканты» (1973) - «Про Петрушку» (1973) - «Ваня Датский» (1974) - «Всё наоборот» (1974) - «Похождения Чичикова. Манилов» (1974) - «Похождения Чичикова. Ноздрёв» (1974) - «В гостях у гномов» (1975) - «Наша няня» (1975) - «Новогодний ветер» (1975) - «Садко богатый» (1975) - «Уступите мне дорогу» (1975) - «Зайка-зазнайка» (1976) - «Как дед великое равновесие нарушил» (1976) - «Петя и волк» (1976) - «Сказка дедушки Ай-По» (1976) - «38 попугаев (выпуск 1-9)» (1976) - «Жила-была курочка» (1977) | - «Одна лошадка белая» (1977) - «Самый маленький гном (выпуск 1)» (1977) - «Солнышко на нитке» (1977) - «Старый дом» (1977) - «Тайна запечного сверчка» (1977) - «Вагончик» (1978) - «Догони-ветер» (1978) - «Метаморфоза» (1978) - «Чудеса среди бела дня» (1978) - «Жёлтый слон» (1979) - «Пер Гюнт» (1979) - «Последние волшебники» (1979) - «Про Ерша Ершовича» (1979) - «Про щенка» (1979) - «Разлучённые» (1980) - «Самый маленький гном (выпуск 2)» (1980) - «Бездомные домовые» (1981) - «Самый маленький гном (выпуск 3)» (1981) - «Сказка о глупом мышонке» (1981) - «Боцман и попугай (выпуск 1-5)» (1982) - «Каша из топора» (1982) - «Рыбья упряжка» (1982) - «Самый маленький гном (выпуск 4)» (1983) - «Сказка об очень высоком человеке» (1983) - «Солдатский кафтан» (1983) - «Чебурашка идёт в школу» (1983) - «Весёлая карусель №13» (1983) - «Ваня и крокодил» (1984) - «Волк и телёнок» (1984) - «Не хочу и не буду!» (1984) - «Слонёнок пошёл учиться» (1984) - «Чёрно-белое кино» (1984) - «Слонёнок заболел» (1985) - «Как потерять вес» (1986) - «Большой подземный бал» (1987) - «Исчезатель» (1987) - «Счастливый Григорий» (1987) - «Три лягушонка (выпуск 1)» (1987) - «Щенок и старая тапочка» (1987) - «Влюбчивая ворона» (1988) - «Как прекрасно светит сегодня Луна» (1988) - «Карпуша» (1988) - «Кошка, которая гуляла сама по себе» (1988) - «Летели два верблюда» (1988) - «Три лягушонка (выпуск 2)» (1988) - «Уважаемый леший» (1988) - «Античная лирика» (1989) - «Второе я» (1989) - «Какой звук издаёт комар?» (1989) - «Квартет для двух солистов» (1989) - «Музыкальный магазинчик» (1989) - «Пришелец в капусте» (1989) - «Пришелец Ванюша» (1990) - «Сказка» (1991) - «Ванюша и космический пират» (1991) |

### Художник
- «Юля-капризуля» (1955)

## Награды
- 1987 — Заслуженный работник культуры РСФСР.
- 2019 — Икар кинопремия в номинации Мастер.[3]